# Jacky Dorsey
Jacky Dorsey (Atlanta, 18 de diciembre de 1954) es un exjugador de baloncesto estadounidense que jugó tres temporadas en la NBA, además de hacerlo en la liga italiana, en la venezolana y en diversas ligas menores de su país. Con 2,00 metros de estatura, lo hacía en la posición de ala-pívot.

## Trayectoria deportiva

### Universidad
Jugó durante sólo dos temporadas con los Bulldogs de la Universidad de Georgia, en las que promedió 23,7 puntos y 10,6 rebotes por partido. En ambas fue incluido en el mejor quinteto de la Southeastern Conference, conservando hoy en día los récords de mejor anotación en una temporada (25,7 puntos por partido en 1975) y en una carrera.

### Profesional
Fue elegido en la trigésimo cuarta posición del Draft de la NBA de 1976 por New Orleans Jazz. quienes lo despidieron antes del comienzo de la liga. marchándose a jugar a la CBA hasta que Denver Nuggets lo fichó como agente libre antes del comienzo de la temporada 1977-78. Pero solo jugó 7 partidos antes de ser despedido, en los que promedió 1,3 puntos. La temporada le depararía el jugar en tres equipos más de tres competiciones diferentes. Empezaría en los Indiana Wizards de la efímera All-American Basketball Alliance, donde jugaría 5 partidos en los que promedió 9,6 puntos. Seguiría en los Brooklyn Dodgers de la EBA, para finalmente recibir la llamada de los Portland Trail Blazers con un contrato de 10 días, jugando 4 partidos en los que promedió 6,3 puntos y 2,5 rebotes.
Al comienzo de la temporada 1978-79 ficha como agente libre por Houston Rockets, pero solo disputa 20 partidos a lo largo de la temporada, promediando 2,8 puntos y 1,2 rebotes. Tras un año en blanco, ficha por diez días con los Seattle SuperSonics, siendo renovado hasta el final de la temporada.
En 1981, al verse sin equipo en la NBA, se marcha a los Maine Lumberjacks de la CBA, marchándose al año siguiente a la liga italiana para jugar en el Lebole Mestre, donde únicamente disputaría 8 partidos en los que promedió 14,9 puntos y 7,1 rebotes. Antes de retirarse jugaría también con los Gaiteros del Zulia de la venezolana y con los New Haven Skyhawks, con los que se proclamaría campeón de la USBL.

## Estadísticas de su carrera en la NBA

### Temporada regular
| Temporada | Edad | Equipo                 | Liga | P  | TIT | MIN  | TC  | TCA | %TC  | 3P  | 3PA | %3P | TL  | TLA | %TL  | R.OF. | R.DEF. | REB | ASIS | ROB | TAP | PER | FP  | PTS |
| 1977-78   | 23   | TOTAL                  | NBA  | 11 |     | 8.0  | 1.1 | 2.8 | .387 |     |     |     | 0.9 | 1.5 | .625 | 1.0   | 1.7    | 2.7 | 0.5  | 0.2 | 0.3 | 0.5 | 1.5 | 3.1 |
| 1977-78   | 23   | Denver Nuggets         | NBA  | 7  |     | 5.3  | 0.4 | 1.7 | .250 |     |     |     | 0.4 | 0.7 | .600 | 0.7   | 2.1    | 2.9 | 0.3  | 0.3 | 0.3 | 0.4 | 1.3 | 1.3 |
| 1977-78   | 23   | Portland Trail Blazers | NBA  | 4  |     | 12.8 | 2.3 | 4.8 | .474 |     |     |     | 1.8 | 2.8 | .636 | 1.5   | 1.0    | 2.5 | 0.8  | 0.0 | 0.3 | 0.8 | 2.0 | 6.3 |
| 1978-79   | 24   | Houston Rockets        | NBA  | 20 |     | 5.4  | 1.2 | 2.2 | .558 |     |     |     | 0.4 | 0.8 | .500 | 0.6   | 0.6    | 1.2 | 0.1  | 0.1 | 0.1 | 0.4 | 1.3 | 2.8 |
| 1980-81   | 26   | Seattle SuperSonics    | NBA  | 29 |     | 8.7  | 0.7 | 2.4 | .286 | 0.0 | 0.0 |     | 0.4 | 0.9 | .520 | 0.8   | 2.2    | 3.0 | 0.3  | 0.3 | 0.0 | 0.5 | 1.6 | 1.8 |
| Total     |      |                        | NBA  | 60 |     | 7.5  | 0.9 | 2.4 | .389 | 0.0 | 0.0 |     | 0.5 | 1.0 | .544 | 0.8   | 1.6    | 2.4 | 0.3  | 0.2 | 0.1 | 0.5 | 1.5 | 2.4 |

### Playoffs
| Temporada | Edad | Equipo          | Liga | P | MIN | TCA | TC | 3PA | 3P | TLA | TL | R.OF. | REB | ASIS | ROB | TAP | PER | FP | PTS | %TC | %3P | %FT | MIN | PTS | REB | AST |
| 1978-79   | 24   | Houston Rockets | NBA  | 1 | 1   | 0   | 0  |     |    | 0   | 0  | 0     | 0   | 0    | 0   | 0   | 0   | 0  | 0   |     |     |     | 1.0 | 0.0 | 0.0 | 0.0 |
| Total     |      |                 | NBA  | 1 | 1   | 0   | 0  |     |    | 0   | 0  | 0     | 0   | 0    | 0   | 0   | 0   | 0  | 0   |     |     |     | 1.0 | 0.0 | 0.0 | 0.0 |